# Закон Ілліча-Світича
Закóн Іллічá-Сві́тича — акцентуаційний закон у праслов'янській мові, що його відкрив 1963 року В. М. Ілліч-Світич. Даний закон передбачає зміну в парадигматичних ацентологічних моделях в успадкованих іменниках чоловічого роду *ŏ- основ, що полягала в переході цих іменників парадигми b у парадигму c (за Станґом). Іменники середнього роду впливу не зазнали.
На деякі слов'янські говори, як-от на острові Сусак і Істрії, узагалі не поширилася дія закону.

## Значення
Праця В. М. Ілліча-Світича довела індоєвропейський характер балтійських і слов'янських акцентних парадигм імені, на ділі, в усіх головних типах основ іменників. Учений підтвердив те, що акцентна парадигма b майже в усіх основах сягає індоєвропейського баритонового нерухомого акцентного типу. На думку В.А Дибо, закон Ілліча-Світича «означає те, що ми не можемо відділити пересув кореневого наголосу на наступний акутований склад від пересуву на наступний короткий склад. Отож ми приймаємо для праслов'янської мови реконструкцію Станґом акцентної парадигми b як колонної акцентної парадигми з наголосом на складі, що йде після кореня, проте вважаємо її різновидом єдиного нерухомого акцентного типу, що виник унаслідок пересуву наголосу з короткого й циркумфлектованого складу на наступний склад». В. А. Дибо вважає, що завдяки даному законові можна прийняти ретракційну теорію виникнення нового акута Івшича-Станґа і пояснити її за допомогою відхилень акцентних кривих парадигми b від нормального колонного виду.